# Långtjärnen (Ströms socken, Jämtland, 711586-146715)
Långtjärnen är en sjö i Strömsunds kommun i Jämtland och ingår i Ångermanälvens huvudavrinningsområde.